# Arapatiella psilophylla
Arapatiella psilophylla là một loài rau đậu thuộc họ Fabaceae.
Loài này chỉ có ở Brasil.

## Hình ảnh

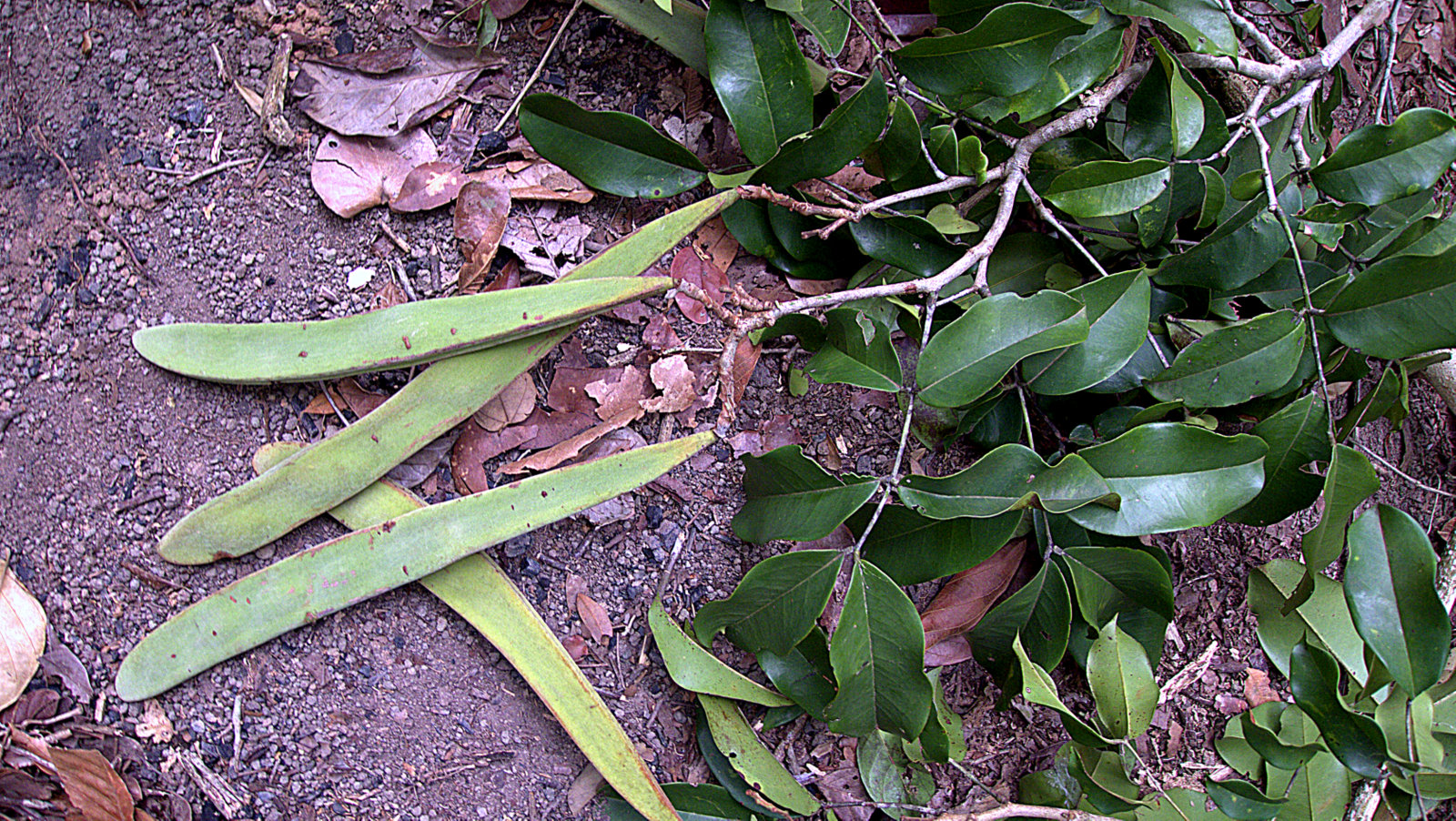
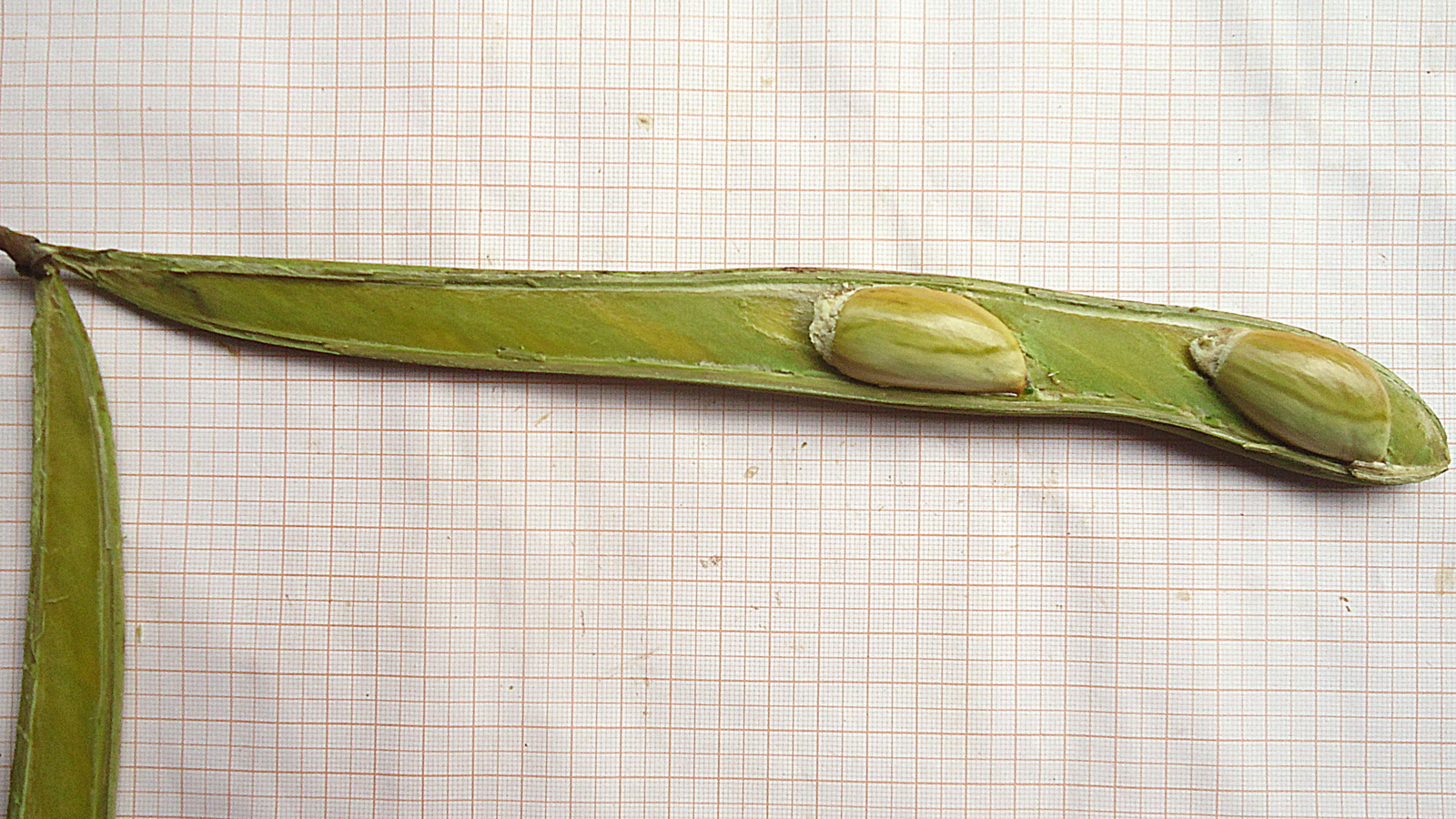
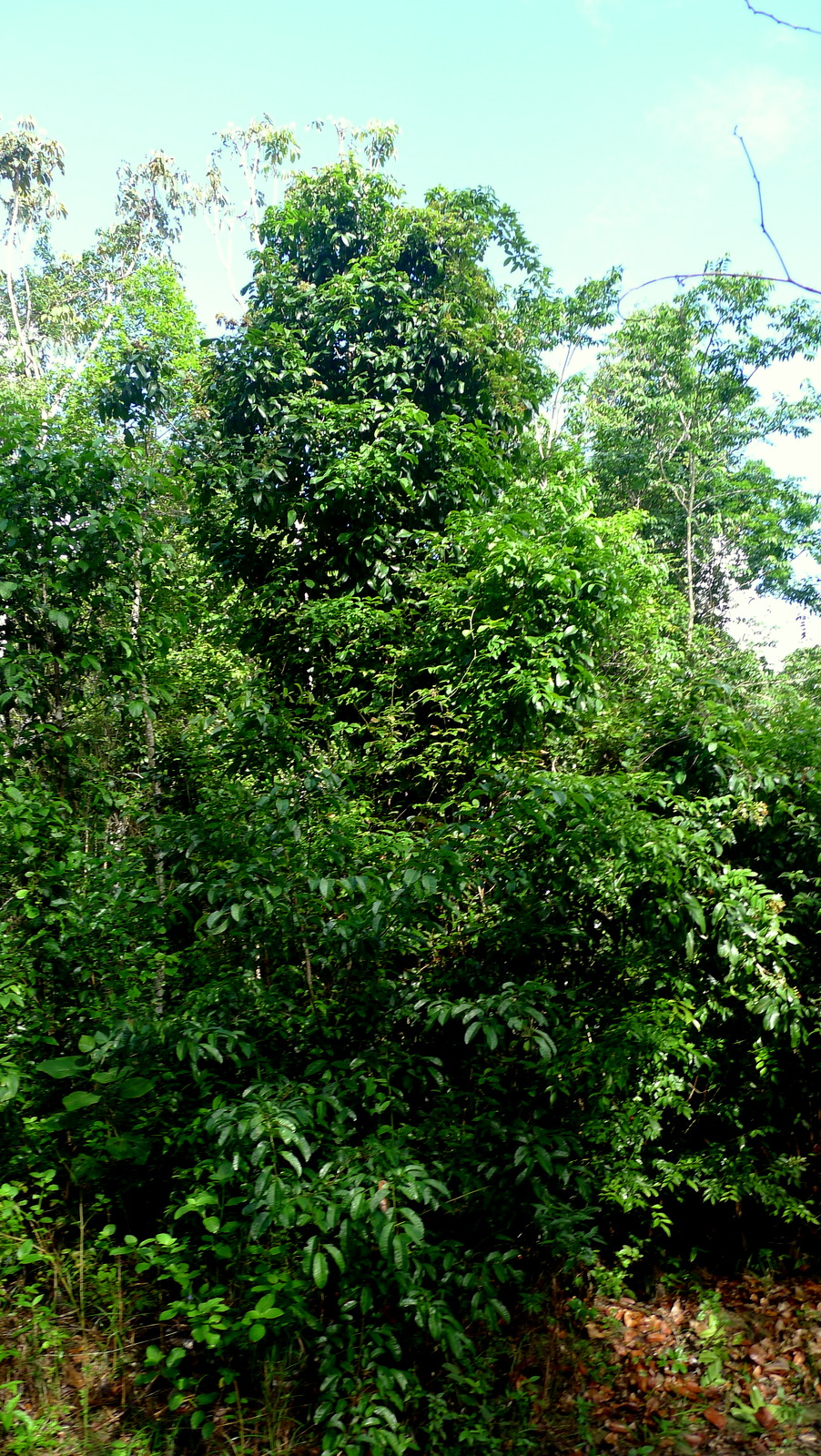